# Bernhard Rust

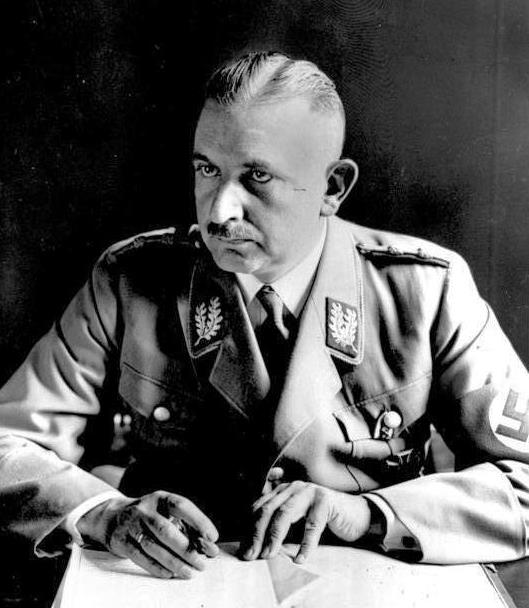
Bernhard Rust, 1934

Bernhard Rust (* 30. September 1883 in Hannover; † 8. Mai 1945 in der Gemeinde Berend, seit 1974 Ortsteil von Nübel, Kreis Schleswig) war ein deutscher Politiker (NSDAP), Mitglied des Landtages und Mitglied des Reichstages. 1933/34 leitete er das preußische Kultusministerium und von 1934 bis 1945 das Reichsministerium für Wissenschaft, Erziehung und Volksbildung.

## Leben und Wirken
Rust wurde als einziges Kind katholischer Eltern geboren. Sein Vater Franz Rust, von Haus aus Zimmermann, kam durch Spekulationen mit Mietshäusern in Hannover zu einigem Wohlstand.
Nach dem Besuch des Lyzeums II in Hannover studierte Rust von 1904 bis 1908 Germanistik, Klassische Philologie, Kunstgeschichte, Philosophie und Musik und arbeitete von 1911 bis 1930 als Studienrat am Ratsgymnasium in Hannover.
Rust war zweimal verheiratet. Seine erste Frau, mit der er ab 1910 verheiratet war, verstarb 1919. 1920 heiratete er Anna-Sofie Dietlein. Er hatte einen Sohn aus erster Ehe und drei Töchter in der zweiten Ehe.
Während des Ersten Weltkrieges erlitt er als Infanterieleutnant eine schwere Kopfverletzung und wurde zweimal verschüttet. Im Dezember 1918 verließ er im Rang eines Oberleutnants der Reserve und hoch dekoriert das Militär. Ob die Verwundungen dauerhafte Beeinträchtigungen hinterließen, ist unklar. Im Schuldienst fiel er immer wieder krankheitsbedingt aus; 1933 wurde eine Trigeminusneuralgie diagnostiziert. Rust trank daraufhin regelmäßig Alkohol und wurde von Außenstehenden als alkoholsüchtig eingestuft.

### Weimarer Republik
Nach dem Krieg wandte sich Rust der völkischen Bewegung zu. Politisch prägend waren vor allem Paul de Lagarde, Arthur Moeller van den Bruck, Houston Stewart Chamberlain und Oswald Spengler.
Rust trat dem rechtsradikalen Deutschvölkischen Schutz- und Trutzbund bei. Nach dem Verbot der NSDAP in Preußen gründete er 1922 zusammen mit seinem Schwiegervater und weiteren Gleichgesinnten in Hannover eine Ortsgruppe der Deutschvölkischen Freiheitspartei. Zudem war er Mitglied im Bund ehemaliger Frontkämpfer und im Stahlhelm. 1924 wurde Rust für die Deutschvölkische Freiheitspartei in das hannoversche Stadtparlament gewählt. Im Mai 1925 trat er der NSDAP (Mitgliedsnummer 3.390) und der SA bei.
Vom 22. März 1925 bis 30. September 1928 war er Gauleiter von Lüneburg-Stade (später Ost-Hannover/Hannover-Ost). Nach der Neugliederung der Gaugrenzen wurde er am 1. Oktober 1928 zum Gauleiter des neu gegründeten Gau Südhannover-Braunschweig ernannt. Ebenso wurde er Gauleiter der völkisch gesinnten, antisemitischen Nationalsozialistischen Gesellschaft für Deutsche Kultur.  1929 wurde er in den preußischen Provinziallandtag gewählt, 1930, am 14. September gewann er im Wahlkreis Hannover-Süd ein Reichstagsmandat für die NSDAP.

### Preußischer Kultusminister und Reichsminister für Wissenschaft, Erziehung und Volksbildung
Am 2. Februar 1933 wurde Rust kommissarischer preußischer Kultusminister und am 30. April 1934 mit Bildung des Reichsministeriums für Wissenschaft, Erziehung und Volksbildung in Personalunion Reichsminister. Qua Amt war er Mitglied im Preußischen Staatsrat. Aufgrund des Gesetzes zur Wiederherstellung des Berufsbeamtentums verloren unter Rusts Leitung etwa tausend Hochschullehrer, vor allem Juden, Sozialdemokraten und Liberale, Stellung und Beruf. Dies hatte für die bislang sehr starke deutsche Stellung im Bereich Naturwissenschaften gravierende Folgen. Ungezählte hochrangige Wissenschaftler emigrierten aus Deutschland meist nach Amerika, unter ihnen etwa ein Dutzend Nobelpreisträger. Rust selber äußerte sich zu diesem Prozess: „Wir brauchen eine neue arische Rasse an den Universitäten, oder wir werden die Zukunft verlieren […] die Hauptaufgabe der Erziehung ist es, Nationalsozialisten zu bilden.“ Zu seinen frühen Aktionen gehörte unter anderem die Entlassung des Berliner Reformpädagogen Fritz Karsen am 21. Februar 1933 und die beginnende Gleichschaltung der von Karsen geleiteten Karl-Marx-Schule (Berlin-Neukölln).
Im 17. Mai 1933 wurde durch Kultusminister Rust das Institut für menschliche Erblehre und Eugenik (Institut für Vererbungswissenschaft) an der Universität Greifswald begründet und im Dezember 1933 an Günther Just als Direktor übergeben.
Die neue Verfassung für die deutschen Universitäten und Hochschulen vom April 1935 zielte auf die Zentralisierung und v. a. Beschränkung der akademischen Selbstverwaltung. Die Rektoren waren fortan „Führer der Hochschule“ und direkt Rust unterstellt. Auf die Frage, warum die Ausbildung der Lehrer nur an eigens geschaffenen Lehrerbildungsanstalten (z. B. Bernhard-Rust-Hochschule in Braunschweig) und nicht an Universitäten stattfinden solle, antwortete Rust, er könne nicht dulden, „daß die künftigen Erzieher des Volkes ihre Ausbildung an diesen liberalistischen Irrgärten erhielten“. Rust setzte die Ideologisierung des Fachunterrichts (z. B. im Erlass Vererbungslehre und Rassenkunde im Unterricht vom 15. Januar 1935) durch und erwirkte unter Bruch des Reichskonkordats das Verbot der katholischen Schulen mit dem Schuljahr 1939/40. In allen Schulen wurden Elternbeiräte und Schülermitverwaltung abgeschafft.
Ab 1935 bemühte sich Bernhard Rust, am Nationalsozialismus orientierte Forschungs- und Bildungsinstitutionen zu schaffen. So verfolgte er den Plan, eine eigene Auslands-Hochschule aufzubauen. Das Ziel war, die Ausbildung von Sprach- und landeskundlichen Experten zu forcieren. Der Weg dazu sollte sein, alle bis dahin in Berlin tätigen dezentralen Auslandsinstitute unter einem Dach zusammenzuführen und mit einem einheitlichen nationalsozialistischen Profil zu versehen. Ergänzend war beabsichtigt, die bisher beim Osteuropa-Institut in Breslau unterhaltene Bibliothek mit ca. 30.000 Bänden nach Berlin zu überführen. Alle von ihm eingeschlagenen Schritte scheiterten, vor allem am Willen der einzelnen Institutionsleiter, sich auf diesem Weg unterordnen zu lassen. Nach Widerständen und Rückschlägen griff 1937 der Sicherheitsdienst des Reichsführers SS diese Idee auf und vollendete die begonnenen Schritte mit dem unter der Tarnbezeichnung „Institut für Altertumsforschung“ geführten Wannsee-Institut. Mit diesem sollte, die Wissenschaft als Instrument nutzend, der Krieg in Richtung Osten und die NS-Rassenpolitik in „Perfektion“ umgesetzt werden.
Daneben war Rust am 1. Juli 1935 Gründer des rassenideologischen Reichsinstituts für Geschichte des Neuen Deutschlands, das am 19. Oktober 1935 eröffnet wurde. Seit 1940 war Rust SA-Gruppenführer. Im Jahr 1940 folgte der Reichsminister Rust dem General der Artillerie und Chef des Heereswaffenamtes Karl Becker als Präsident des im März 1937 innerhalb der Deutschen Forschungsgemeinschaft als Forschungsrat gegründeten Reichsforschungsrates (Nachfolger wurde 1942 der Reichsmarschall Hermann Göring).

### Geringe Reputation, abnehmender Einfluss
An den Hochschulen genoss Rust nur wenig Ansehen. Bei einer Rektorenkonferenz, die 1943 in Salzburg stattfand, verspottete der Straßburger Rektor Karl Schmidt ihn sogar als „missgeratenen Treuhänder der Wissenschaft.“ Seine Reputation in der NS-Elite war ebenfalls sehr gering. Für den Sicherheitsdienst der SS war er ein „völliger Versager“. Alfred Rosenberg beschrieb ihn als „haltlos“, „alt“ und „krank“. Propagandaminister Joseph Goebbels notierte über Rust: „Er ist faul, kann nichts und besitzt wenig Intelligenz.“ Und der Reichsfinanzminister Johann Ludwig Graf Schwerin von Krosigk urteilte über seinen Ministerkollegen: „Da er weder einen starken Willen noch allzu viel Verstand besaß, wurde er von Menschen, die härter waren und über Tatkraft verfügten, leicht überspielt. In seinem eigenen Ressort hatte er von Jahr zu Jahr weniger zu sagen und zu Hitler kaum noch Zutritt“.
Rusts Einfluss im polykratischen Gefüge des nationalsozialistischen Deutschen Reiches nahm daher im Laufe der Jahre deutlich ab. In diesem Zusammenhang kann Rusts Engagement für Eberhard Kranzmayers 1942 gegründete Institut für Kärntner Landesforschung, einer kriegswichtigen Einrichtung in Klagenfurt, eingeordnet werden, da er andererseits immer mehr Zuständigkeiten an konkurrierende Organisationen abtreten musste, etwa an die SS, die Hitlerjugend oder die Deutsche Arbeitsfront. Sein Vorhaben, das deutsche Schulsystem im nationalsozialistischen Geiste grundlegend umzugestalten, scheiterte nicht zuletzt an den kriegsbedingten Unterrichtsbeeinträchtigungen wie Kinderlandverschickung, Lehrkräfte- und Raummangel. Auch die angestrebte Monopolisierung der Zuständigkeit für Hochschulpolitik in seinem Ministerium gelang nicht.

### Tod zum Kriegsende
Bernhard Rust setzte sich Ende April 1945 in den Sonderbereich Mürwik ab, wo sich die Regierung Dönitz niedergelassen hatte. Aufgrund der von ihm offenbar als hoffnungslos eingeschätzten Lage versuchte er sich mit Schlaftabletten zu vergiften, doch er wurde gerettet und in der Psychiatrie in Schleswig untergebracht. Von dort entwich er in der Nacht zum 8. Mai 1945, dem Tag der bedingungslosen Kapitulation. Er erschoss sich in der Feldmark des nahegelegenen Ortes Berend bei Nübel. Rusts Sekretärin identifizierte den Leichnam am folgenden Tag in der Nübeler Marienkirche; hier wurde er am 11. Mai auf dem Friedhof beigesetzt.

## Rechtschreibreform
Rust bereitete eine Reform der deutschen Rechtschreibung vor. Eine recht weitgehende Version, die in manchem den Vorstellungen der Rechtschreibreformer der 1970er Jahre entsprach (gemäßigte Kleinschreibung, Weglassung der Dehnungszeichen), scheiterte bereits intern am Widerstand des Reichsinnenministeriums. Ein weiterer Versuch 1944 scheiterte ebenfalls. Die Regeln seiner Rechtschreibreform lagen bereits in einer Million Exemplaren für den Schulgebrauch gedruckt vor, in verschiedenen Zeitungen erschienen Einführungsartikel. Die Auslieferung wurde aber durch Führerbefehl vom 25. August 1944 gestoppt.

## Publikationen
- Die beiden großen Reden auf der Reichstagung des N.S.L.B. in Frankfurt a. M. 1934, gemeinsam mit Hans Schemm, Fichte Verlag München 1934
- Festschrift zum NSDAP Parteitag Hannover : 23. bis 25. Februar 1934; Gau Süd-Hannover-Braunschweig, Niedersächsischer Beobachter Hannover 1934
- Das Preußische Kultusministerium seit der nationalen Erhebung, 1935
- Das nationalsozialistische Deutschland und die Wissenschaft : Heidelberger Reden, Hanseatische Verlagsanstalt Hamburg 1936
- Ich möchte nie darauf verzichten, eine deutsche Studentenschaft zu haben, 1937
- Die Zeitung im Unterricht, gemeinsam mit Ernst Erichsen, Max Amann u. Weitere, Gauverlag Bayrische Ostmark Bayreuth 1938
- Deutsche Wissenschaft : Arbeit und Aufgabe, Hirzel Verlag Leipzig 1939
- Reichsuniversität und Wissenschaft : zwei Reden, gehalten in Wien am 6. November 1940, Deutsche Forschungsgemeinschaft Berlin 1940
- Der Einsatz der Erzieher im Ostland und ihre Aufgaben : Stimmen aus Praxis und Wissenschaft, 1940
- Aufgaben der deutschen Kolonialforschung, gemeinsam mit Franz von Epp u. Weiteren, W. Kohlhammer Verlag Stuttgart 1942